# Лентіні
Лентіні (італ. Lentini) — муніципалітет в Італії, у регіоні Сицилія, провінція Сиракуза.
Лентіні розташоване на відстані близько 560 км на південний схід від Рима, 175 км на південний схід від Палермо, 34 км на північний захід від Сиракузи.
Населення — 24 301 особа (2014).

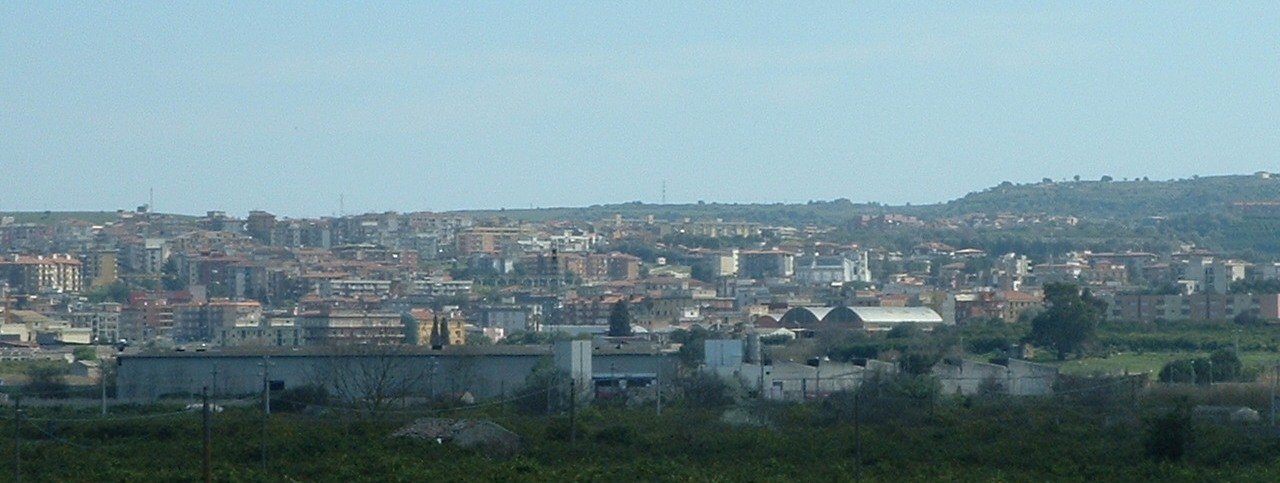

Щорічний фестиваль відбувається 10 травня. Покровитель — Sant'Alfio.

## Історія
Місто названоване під назвою Леонтіни (грец. Λεοντινοι) в 729 до н. е. мешканцями прилеглої халкідської колонії Наксос. Оскільки околиці міста — Campi Leontini — вважалися найродючішою місцевістю Сицилії, незалежності міста весь час загрожували більші сусіди.
У 5 столітті до н. е. Леонтіни захоплені тираном Гели Гіппократом, за його наступника Гелона потрапив у залежність від Сиракуз. Пізніше звільнилося, але 396 до н. е. Сиракузький тиран Діонісій Старший за підтримки аристократів підпорядкував місто Сиракузам. Бажаючи зміцнити свою владу над містом тиран перевів більшу частину леонтінців в Сиракузи, натомість відправивши у Леонтіни 10 000 переселенців з інших міст.
У 3 столітті до н. е. після смерті царя Сицилії Агафокла, місто потрапило в залежність від Карфагена, внаслідок чого в 214 до н. е. під час Другої пунічної війни захоплене приступом римлянами, розграбоване і зруйноване. Родючі околиці міста оголошені «власністю римського народу». За римлян Леонтіни стали незначним містечком. Збереглися численні монети викарбувані в Леонтінах, звичайно із зображенням колосків, оскільки околиці міста славилися родючістю.

## Демографія
Населення за роками:

Станом на 1 січня 2023 року в муніципалітеті офіційно проживали 564 іноземці з 35 країн, серед них 385 громадян країн Євросоюзу та 7 громадян України.

## Сусідні муніципалітети
- Бельпассо
- Карлентіні
- Катанія
- Франкофонте
- Мілітелло-ін-Валь-ді-Катанія
- Палагонья
- Рамакка
- Скордія